# Keith Gledhill
Keith Gledhill (* 16. Februar 1911 in Santa Barbara (Kalifornien); † 2. Juni 1999 ebenda) war ein US-amerikanischer Tennisspieler.
1932 gelang Gledhill mit seinem Doppelpartner Ellsworth Vines der Sieg bei den Amerikanischen Tennismeisterschaften gegen ihre Landsmänner Wilmer Allison und  John Van Ryn mit 6:4, 6:3 und 6:2.
Im Jahr 1933 stand Keith Gledhill im Finale der Australischen Tennismeisterschaften gegen Jack Crawford, der das Spiel mit 2:6, 7:5, 6:3 und 6:2 für sich entscheiden konnte. In der Doppelkonkurrenz konnte er in diesem Jahr mit Ellsworth Vines gegen die Australier Jack Crawford und Edgar Moon mit 6:4, 10:8 und 6:2 gewinnen.